# Souet
Le Souet ou Ruisseau de Carbounières est une rivière du sud de la France. C'est un affluent direct du Tarn en rive droite, donc un sous-affluent de la Garonne.

## Géographie
De 12,8 km de longueur, le Souet prend sa source dans le Tarn commune de Grazac sous le nom de Ruisseau des Cabanes puis change de nom pour Ruisseau de Rieugrand puis Le Souet et se jette dans le Tarn en rive droite commune de Bondigoux dans la Haute-Garonne.

### Communes et cantons traversés
- Tarn : Montvalen, Tauriac, Grazac.
- Haute-Garonne : Bondigoux.

## Affluents
- Ruisseau des Rousseilles : 3,1 km
- Ruisseau de la Casette : 3 km
- La Lise : 4,2 km
- Ruisseau de Rivalet : 3 km
- Ruisseau d'en Gourg : 2,2 km